# Многополосая макрель
Многополосая макрель или малагасийская макрель (лат. Scomberomorus plurilineatus ) — вид рыб семейства скумбриевых. Обитают в субтропических водах юго-восточной части Атлантического и в западной части Индийского океанов между 1° ю. ш. и 37° ю. ш. и между 23° в. д. и 59° з. д. Океанодромные рыбы, встречаются на глубине до 200 м. Максимальная длина тела 120 см. Ценная промысловая рыба. 

## Таксономия
Вид часто путают с продольно-полосатой  и пятнистой пеламидой. 

## Ареал
Многополосая макрель обитает в прибрежных водах Коморских и Сейшельских островов, Кении, Мадагаскара, Мозамбика, ЮАР и Танзании. Эти пелагические неретические рыбы держатся на глубине до 200 м. Совершают сезонные миграции.     

## Описание
У многополосых макрелей удлинённое веретеновидное тело, тонкий хвостовой стебель с простым килем. Зубы ножевидной формы. Голова короткая. Длина рыла короче оставшейся длины головы. Имеются сошниковые и нёбные зубы. Верхнечелюстная кость не спрятана под предглазничную. 2 спинных плавника разделены небольшим промежутком. Брюшные плавники маленькие.  Брюшной межплавниковый отросток маленький и раздвоенный. Зубы на языке отсутствуют. Плавательный пузырь отсутствует. Боковая линия имеет несколько ответвлений, плавно изгибается по направлению к хвостовому стеблю. Количество жаберных тычинок на первой жаберной дуге 12—15. Позвонков 45—46. В первом спинном плавнике 15—17 колючих лучей, во втором спинном 19—21 и в анальном плавнике 19—22 мягких лучей. Позади второго спинного и анального плавников пролегает ряд из 8—10 и 7—10 соответственно более мелких плавничков, помогающих избегать образования водоворотов при быстром движении.  Грудные плавники образованы 21—26 лучами. Спина тёмная. Бока серебристые с 6—8 прерывистыми чёрными горизонтальными линиями, более узкими, чем расстояние между ними. В задней части, как правило, над боковой линией имеется лишь одна линия. Молодь также покрыты пятнышками, однако характерную окраску рыбы приобретают при длине 40 см. Верхняя часть хвостового стабля и срединный киль чёрного цвета, нижние области тёмные. За исключением нижней мембраны первый спинной плавник также окрашен в чёрный цвет. Верхний край и кончики колючих лучей второго спинного и анального плавников темноватые, остальная часть бледная или серебристая. Мелкие плавнички позади второго спинного плавника тёмные, за исключением центральной серебристой области, а расположенные позади анального плавника —.белые с темноватым центром. Края грудных плавников имеют чёрную окантовку. Брюшные плавники грязно-белого цвета, нижний край темноватый. Максимальная зарегистрированная длина до развилки хвостового плавника 120 см, а масса 12,5 кг.

## Биология
Эпипелагическая неретическая рыба. Собираясь на нерест в проливе Занзибар образует многочисленные косяки с марта-апреля по август-сентябрь (средняя масса рыб колеблется в пределах 3,2—3,5 кг). В водах Квазулу-Наталь чаще всего попадается на крючок в мае.  У побережья ЮАР самцы и самки достигают половой зрелости при длине 72—74 см и 76—78 в возрасте около 2 лет. Продолжительность жизни оценивается в 6 лет.  
Многополосая макрель питается в основном мелкими рыбами, такими как анчоусы, сардинеллы-амблигастеры, Sardinella fimbriata и сардинеллы-альбеллы, а также креветками.  

## Взаимодействие с человеком
Ценная промысловая рыба. Промысел ведётся по всему ареалу жаберными сетями, на блёсны, троллами. В ЮАР многополосые макрели представляют собой желанный трофей для рыболовов-любителей. Международный союз охраны природы присвоил виду охранный статус «Вызывающий наименьшие опасения».